# Acronicta intensiva
Acronicta intensiva är en fjärilsart som beskrevs av Max Wilhelm Karl Draudt 1937. Acronicta intensiva ingår i släktet Acronicta och familjen nattflyn. Inga underarter finns listade i Catalogue of Life.